# 青と夏
「青と夏」（あおとなつ）は、日本のロックバンド・Mrs. GREEN APPLEの楽曲。自身7作目のシングルとして2018年8月1日にリリースされた。
当楽曲は、リリース以来長期にわたって人気を保ち続けており、バンドの代表曲であるとともに夏の定番曲として知られるようになっている。Mrs. GREEN APPLEの楽曲としては初めてストリーミングで5億回再生を突破しており、最も再生されている楽曲である。

## 背景とリリース
前作『Love me, Love you』から約6ヶ月ぶりのシングル。表題曲は、佐野勇斗と葵わかなが主演した映画『青夏 きみに恋した30日』のために書き下ろされ、主題歌として使用された。また、カップリング曲の「点描の唄 (feat. 井上苑子)」は同映画の挿入歌に起用された。フィーチャリングを招いたのは前作『Love me, Love you』のカップリング曲「Log (feat. 坂口有望)」から2作連続となる。また2021年4月より『今日、好きになりました。』のテーマソングに起用されている。
ジャケットの異なる初回限定盤と通常盤の2形態で発売された。初回限定盤には特典として表題曲のミュージック・ビデオとメイキング映像、同年4月17日に代々木公園・野外ステージで行われた「『ENSEMBLE』リリース記念野外フリーライブ」から「StaRt」「VIP」「WanteD! WanteD!」「PARTY」「Love me, Love you」のライブ映像が収録されたDVDが同梱された。
| 形態       | 規格   | 規格品番   |
| ---------- | ------ | ---------- |
| 初回限定盤 | CD+DVD | UPCH-89376 |
| 通常盤     | CD     | UPCH-80493 |

## 録音、制作
バンド初期の方向性を彷彿させるギターリフを前面に打ち出しておりながらも、歌詞は憂いな雰囲気を持った楽曲になっている。

## チャート成績
2020年8月、ストリーミング累計再生回数が1億回を突破した。自身初の1億回再生超え楽曲となった。また、2024年1月、ストリーミング累計再生回数が5億回を突破し、自身初の5億回再生超え楽曲となった。

## カバー
青と夏
- みぎてやじるし ひだりてはーと - 2020年3月11日発売のアルバム『また、すぐ会えるよね。』に収録。
- Poppin'Party［戸山香澄（愛美）］ - 2020年8月21日にゲーム『バンドリ! ガールズバンドパーティ!』に収録[35]。
- 柾花音 - 2021年9月29日発売のアルバム『まかのんソングス〜じぇいぽっぷ〜』に収録。
- 乙倉悠貴（中島由貴） - 2022年9月28日発売のアルバム『THE IDOLM@STER CINDERELLA MASTER Cute jewelries! 004』に収録。
- 笹子・ジェニファー・由香（小泉萌香） - 2023年8月8日にゲーム『D4DJ Groovy Mix』に追加収録[36]。
- ぷにる（篠原侑） - テレビアニメ『ぷにるはかわいいスライム』第2期エンディングテーマ。

点描の唄

## 収録内容
| 全作詞・作曲・編曲: 大森元貴。 |                               |           |            |                                  |      |
| #                              | タイトル                      | 作詞      | 作曲・編曲 |                                  | 時間 |
| 1.                             | 「青と夏」                    | 大森元貴  | 大森元貴   | ストリングス・アレンジ: 山下洋介 | 4:33 |
| 2.                             | 「点描の唄 (feat. 井上苑子)」 | 大森元貴  | 大森元貴   | ストリングス・アレンジ: 陶山隼   | 5:08 |
| 3.                             | 「ア・プリオリ」              | 大森元貴  | 大森元貴   |                                  | 3:22 |
| 合計時間:                      | 合計時間:                     | 合計時間: | 13:04      |                                  |      |

| #  | タイトル                                     | 作詞 | 作曲・編曲 |
| -- | -------------------------------------------- | ---- | ---------- |
| 1. | 「青と夏 Music Video」                       |      |            |
| 2. | 「The Making of "青と夏"」                   |      |            |
| 3. | 「MGA 野外フリーライブ on 17th April, 2018」 |      |            |

## クレジット
Mrs. GREEN APPLE
Vocal, E.Guitar, Chorus & Programming：大森元貴
E. &A.Guitar：若井滉斗
Drums：山中綾華
A.Piano & Programming：藤澤涼架
E.Bass & Contrabass：髙野清宗
青と夏
Violin 1：須原杏, 沖増菜摘
Violin 2：越川歩, 中島優紀
Viola：舘泉礼一
Cello：内田麒麟
Add. Synthesizer Programming：山下洋介